# 1264
- Wikisource

| Calendário gregoriano                                                        | 1264 MCCLXIV                                         |
| Ab urbe condita                                                              | 2017                                                 |
| Calendário arménio                                                           | 713 – 714                                            |
| Calendário bahá'í                                                            | -580 – -579                                          |
| Calendário budista                                                           | 1808                                                 |
| Calendário chinês                                                            | 3960 – 3961 Início a 30 de janeiro (aproximadamente) |
| Calendário copta                                                             | 980 – 981                                            |
| Calendário etíope                                                            | 1256 – 1257                                          |
| Calendários hindus - Vikram Samvat - Calendário nacional indiano - Cáli Iuga | 1319 – 1320 1185 – 1186 4364 – 4365                  |
| Calendário Holoceno                                                          | 11264                                                |
| Calendário islâmico                                                          | 662 – 663                                            |
| Calendário judaico                                                           | 5024 – 5025                                          |
| Calendário persa                                                             | 642 – 643                                            |
| Calendário rúnico                                                            | 1514                                                 |
| Calendário solar tailandês                                                   | 1807                                                 |

1264 (MCCLXIV, na numeração romana) foi um ano bissexto do século XIII do Calendário Juliano, da Era de Cristo, e as suas letras dominicais foram  F e E (52 semanas), teve início a uma terça-feira e terminou a uma quarta-feira.
| Ano completo                          |
| ------------------------------------- |
| Ano bissexto com início à terça-feira |

## Eventos
- Renúncia de Afonso X de Castela aos direitos sobre o Algarve.

## Nascimentos
- Data aproximada para o nascimento de D. Mem Curvo, alcaide do Castelo de Lanhoso.

## Mortes
- 2 de outubro - Papa Urbano IV.